# Камбоџанско-вијетнамски рат
Камбоџанско-вијетнамски рат био је оружани сукоб између Социјалистичке Републике Вијетнама и Демократске Кампућије. Рат је започео ка серија изолованих окршаја уз копнену и морску границу Вијетнама и Камбоџе. Кулминација се десила када је Вијетнам 25. децембра 1978. покренуо инвазију на Камбоџу, освојио државу у року од две недеље, те срушио режим Црвених Кмера.

## Позадина
Током Вијетнамског рата, Вијетнамци и Црвени Кмери склопили су савез у борби против режима у њиховим земљама које су подупирале и финансирале САД. Упркос отвореној сарадњи с Вијетнамом, Црвени Кмери су се плшили да би након евентуалне победе Вијетнамци преовладали и покренули оснивање Индокинеске федерације у којој би Вијетнам био доминантна република. Због тога су Црвени Кмери након пада режима Лон Нола 1975. почели да уклањају вијетнамске кадрове из својих редова.
Маја 1975, Демократска Кампућија под влашћу Црвених Кмера ушла је у сукоб с Вијетнамом, чији је почетак обележио кампућијски напад на вијетнамско острво Фу Квок. Упркос настојањима Вијетнама да одржи привидно пријатељство између две земље, Кампућија је 30. априла 1977. поновно извела напад на вијетнамску територију. Изненађени кампућијским нападом, Вијетнамска војска је извела напад на Кампућију, али пошто Црвени Кмери нису испунили ниједан њихов захтев, Вијетнамци су се повукли у јануару 1978. године.
Мањи окршаји су настављени током целе 1978. године. Кина је настојала да помири две стране, али се сада вијетнамска влада забринула да Црвени Кмери постају све више прокинески оријентисани (Вијетнам је тада био на страни Совјетског Савеза). Због тога су одлучили да тајно уклоне њихов режим до краја 1978. године.

## Инвазија и герилски рат
Дана 25. децембра 1978. године, преко 150.000 вијетнамских војника прешло је границу Демократске Кампућије и поразило Кампућијску револуционарну армију за само две недеље.
Дана 8. јануара 1979. године, у главном граду Пном Пену формирана је нова влада новоосноване Народне Републике Кампућије. То је био почетак 10-вијетнамске окупације Камбоџе. Током тог периода, влада Демократске Кампућије и даље је признавана као једина легална влада од стране Уједињених нација, а на простору НР Кампућије деловало је неколико герилских група против провијетнамске владе.

## Крај рата
Влада Вијетнама је, под великим међународним дипломатским и економским притиском, покренула серију економских реформи у земљи, што је довело до вијетнамског повлачења из Камбоџе у септембру 1989. године. Након тога је формирана прелазна влада под надзором УНТАК-а, која је потрајала до 1993. године. Рат је званично завршио 23. октобра 1991. године.